# Halophilosciidae
Halophilosciidae es una familia de crustáceos isópodos. Sus 35 especies reconocidas son casi cosmopolitas, excepto zonas polares.

## Géneros
Se reconocen los 6 siguientes:
- Halophiloscia Verhoeff, 1908 (10 especies)
- Littorophiloscia Hatch, 1947 (22 especies)
- Stenophiloscia Verhoeff, 1908 (3 especies)